# Иван Чепаринов
Иван Чепаринов (буг. Иван Чепаринов; рођ. Асеновград 26. новембар 1986) је бугарски шахиста.
Титулу међународног мајстора освојио је 2000, а велемајстора октобра 2004. године.
Почетком 2008. налазио се на 19 месту ФИДА ранглисте са 2713 поена.
Два пута је био првак Бугарске 2004. и 2005. године. Са репрезентацијом Бугарске играо је на три Шаховске олимпијаде на којима је од 28 партија добио 9, нерешио 19, изгибио 9 са освојених 14 поена за репрезентацију Бугарске. На Екипном првенству Европе играо је четири пута и од одигране 32 партије +10, =12, -8 освојивши 17 поена.

## Учешће на шаховским олимпијадама
| Година | Место   | титула | рејтинг | играо | добио | нерешио | изгубио | поена | Пласман (репрезентације) | табла        |
| 2002   | Блед    | ИМ     | 2473    | 5     | 1     | 2       | 2       | 2     | 27                       | Прва резерва |
| 2004   | Калвија | ИМ     | 2576    | 12    | 4     | 4       | 4       | 6     | 9                        | трећа        |
| 2006   | Торино  | ГМ     | 2635    | 11    | 4     | 4       | 3       | 6     | 9                        | друга        |

## Учешће на европским првенствима
| Година | Место     | титула | рејтинг | играо | добио | нерешио | изгубио | поена | Пласман (репрезентације) | табла        |
| 2001   | Леон      | ИМ     | 2461    | 6     | 3     | 1       | 2       | 3,5   | 9                        | Прва резерва |
| 2003   | Пловдив   | ИМ     | 2531    | 8     | 2     | 3       | 3       | 3,5   | 19                       | четврта      |
| 2005   | Гетеборг  | ГМ     | 2634    | 9     | 1     | 7       | 1       | 4,5   | 33                       | Друга        |
| 2007   | Хераклион | ГМ     | 2670    | 9     | 4     | 3       | 2       | 5,5   | 7                        | Друга        |